# Hōryū-ji
Hōryū-ji (法隆寺 lit. Templo de la Ley Floreciente?) es un templo budista localizado en Ikaruga, prefectura de Nara, Japón. Su nombre completo es Hōryū Gakumonji (法隆学問寺  lit. Templo de la Enseñanza de la Ley Floreciente?), debido a que este sitio sirve como un monasterio. El templo es muy conocido por poseer las edificaciones de madera más antiguas en el mundo.

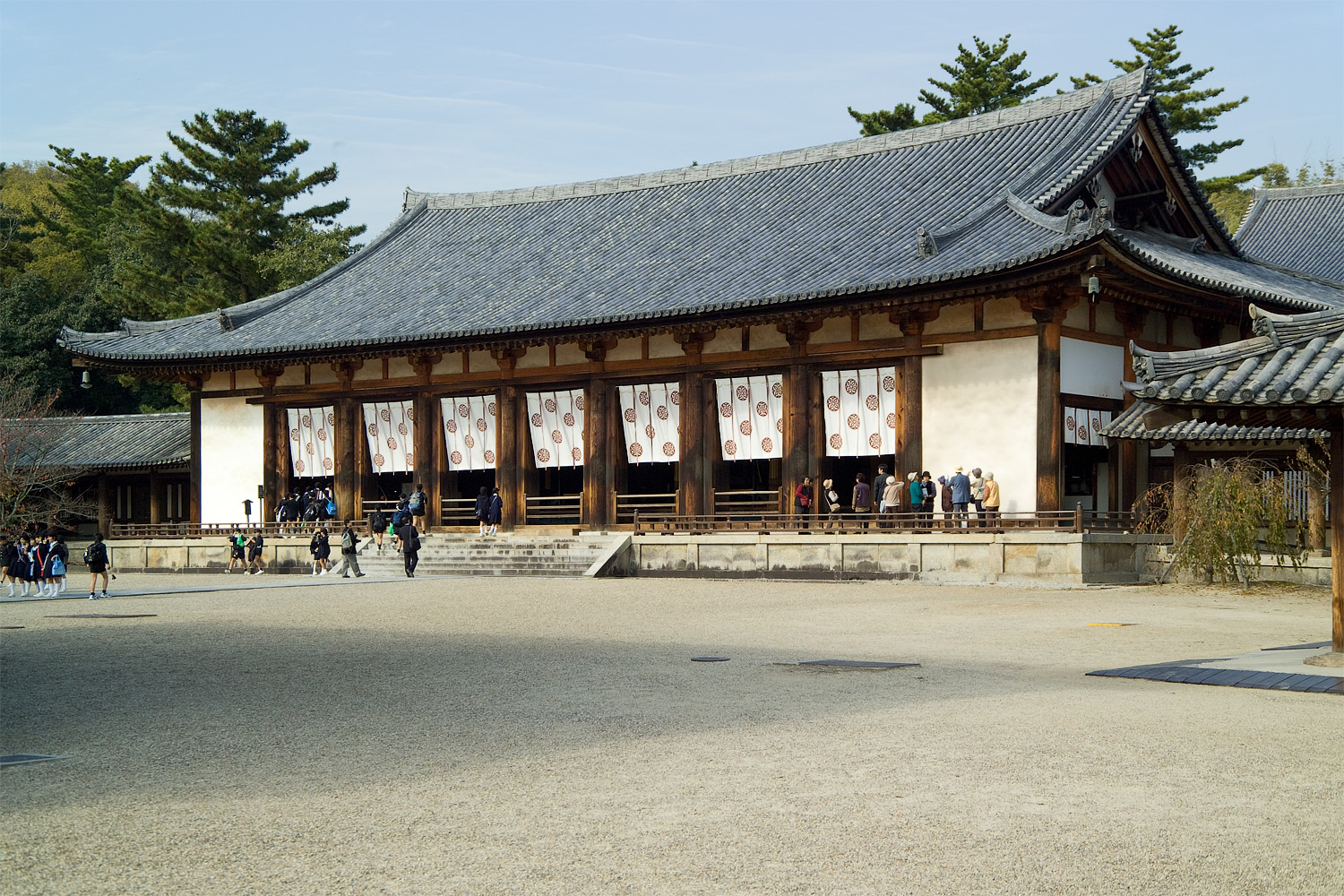
Daikodo.

 Debido a que tiene los templos más antiguos y más importantes, Hōryū-ji es el templo más venerado en Japón. En 1993, Hōryū-ji fue designado como Patrimonio de la Humanidad de la Unesco y el gobierno japonés lo ha nombrado como un Tesoro Nacional.

## Historia
El templo fue originalmente comisionado por el príncipe Shotoku a la firma constructora Kongō Gumi; en aquella época se le llamaba "Ikaruga-dera"(斑鳩寺). El primer templo se completó en el año 607. El Hōryū-ji estaba dedicado a Yakushi, el Nyorai de la curación, y en honor al padre de Shotoku.
Se ha confirmado, por medio de excavaciones en el sitio actual del templo, que el palacio del príncipe Shotoku ocupaba el extremo oriental de dicho sitio; también se descubrieron las ruinas de un complejo de templos al sur del palacio, y que no estaba comprendido dentro del complejo moderno.
El templo fue alcanzado por un rayo y se incendió completamente en el año 670. Entre el 670 y el 700 el templo fue reconstruido siguiendo el estilo original pero reorientado en una posición al noroeste.
.
El templo se reparó y reensambló a principios del siglo XII, en el año 1374 y en 1603.. Se ha estimado que apenas 15 a 20 por ciento del Kondo contiene materiales de la reconstrucción original.
.
El clan Shoga derrotó y exterminó sumariamente a la familia Shotoku en una rencilla por el poder.
. Como prueba del respeto que la familia rival tenía por el príncipe, se permitió la reconstrucción del templo, aun siendo propiedad de una familia rival y que había caído en desgracia..
Posteriormente el templo se convirtió en un centro religioso importante del Budismo Hossō.

### Controversia sobre el incendio
Aunque el punto de vista generalizado es que el templo actual fue reconstruido tras el incendio del 670, aún se debate si dicho incendio realmente tuvo lugar. Los detractores de la teoría del incendio apuntan a la ausencia de evidencia basándose en muestras del suelo del complejo, las medidas del templo que están basadas en el shaku Goguryeo en lugar del shaku Tang, y el estilo arcaico del templo, incongruente con los estilos arquitectónicos de inicios del siglo VIII..
Por otro lado, quienes opinan que sí hubo tal incendio indican que el Nihon Shoki da cuenta de un gran incendio en el 670 en el que ni un solo edificio quedó en pie; la biografía del príncipe Shotoku habla de un incendio en el templo en el 610.. .
Las excavaciones que descubrieron el sitio del templo más antiguo se aceptan como prueba definitiva de que existió un templo original que sufrió un incendio, y que el templo actual es una reconstrucción..

## Arquitectura

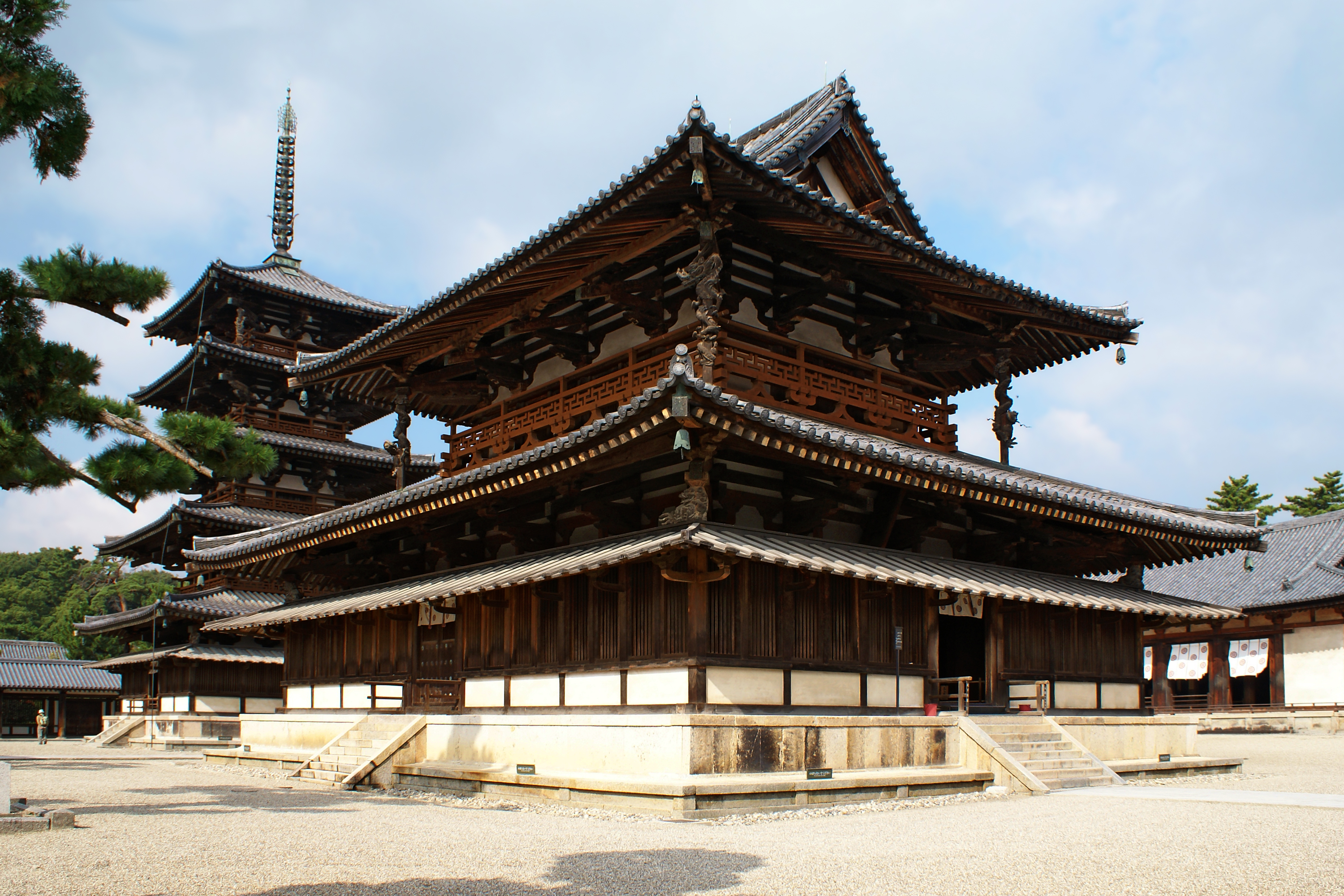
Kondo y pagoda de cinco pisos.

El templo actual está dividido en dos áreas: Sai-in al oeste y To-in al este. La parte occidental del templo contiene el kondo (Salón Dorado) y la pagoda del templo, con cinco pisos de altura. El área To-in contiene el Salón de los Sueños (Salón Yumedono), de forma octagonal, ubicado 122 metros al este del área Sai-in. El complejo también contiene alojamiento para los monjes, salones de lectura, bibliotecas y comedores..
A diferencia de la mayoría de los primeros templos japoneses, organizados como sus contrapartes coreanos y chinos, el Hōryū-ji tras la reconstrucción rompe con estos patrones organizando el kondo y la pagoda lado a lado en el patio principal.. La estatua de Yakushi del templo original fue salvada durante el incendio del 670.. Durante la reconstrucción del templo la Tríada Shaka había sido comisionada o terminada. La inusual ubicación del kondo y la pagoda lado a lado se debió al deseo de los constructores de honrar a ambas estatuas por igual..
Excavaciones realizadas en Yamadadera muestran discrepancias entre un templo fechado en el 643 y el Hōryū-ji, sugiriendo que los edificios más viejos del templo no son representativos del más puro estilo Asuka..
La arquitectura del templo fue fuertemente influida por el reino coreano de Baekje, con el que Wa (Japón) tenía estrechas relaciones, y proporciona pistas sobre el aspecto que tendría la arquitectura Baekje . Existe evidencia de que arquitectos y artesanos Baekje brindaron experiencia técnica para ayudar a los japoneses en la construcción del Hōryū-ji, ya que los japoneses de la época probablemente no tenían las habilidades para realizar una construcción de esta magnitud.. Apoyando esta teoría, el trabajo de bronce de una pagoda Baekje es exactamente igual al trabajo del Hōryū-ji . .
En el libro de Samguk Sagi sobre los asuntos de Baekje, existen registros de que el Yakushi fue creado por un artesano Baekje a solicitud del Príncipe Shotoku para auxiliar en la recuperación de su padre quien a pesar de ello falleció antes de la terminación del templo.

### Pagoda
La pagoda de cinco pisos tiene una altura de 32,45 metros y es ampliamente reconocida como uno de los dos edificios de madera más antiguos del mundo. Es probablemente de estilo coreano Baekje o chino Tang y se completó alrededor del año 700.. Los barandales y sostenes de la pagoda son casi idénticos a los del kondo..
Hay evidencia de la probable existencia de un relicario o féretro debajo de la pagoda. La enorme piedra de cimiento, que alcanza tres metros bajo tierra, contiene un hueco para reliquias..
Desafortunadamente, debido al peso de la pagoda misma, es probable que estos tesoros jamás logren recuperarse.. La entrada a visitantes a la pagoda no está permitida, y su única función es como inspiración a la gente..

### Kondo
El kondo completa la dupla de los edificios de madera más antiguos del mundo. Su salón mide 18.5 por 15.2 metros.. Está basado en prototipos chinos y coreanos.. El salón tiene doble techo con esquinas curvas; en su versión original el techo requería soporte con postes de madera por extenderse unos cuatro metros más allá del resto del edificio.. Durante la Segunda Guerra Mundial se detuvieron los trabajos de reparación en el techo y la parte superior del salón, debido al daño que se estaba causando a los famosos murales en el interior del templo.. .
Durante esta renovación, el 26 de enero de 1949, se registró un incendio en el templo, debido a un calefactor, que dañó severamente la porción restante de la estructura y los murales.. . Las áreas afectadas tuvieron que reconstruirse con madera nueva debido a que el fuego las quemó hasta una profundidad de tres centímetros.. Los restos carbonizados de la reconstrucción original están alojados actualmente en una bodega a prueba de incendios donde únicamente algunos investigadores pueden estudiarlos en busca de información sobre las antiguas técnicas de construcción.. En el salón también está alojada la famosa Tríada Shaka.

### Yumedono
Se cree que el Príncipe Shotoku se recluía en este salón a estudiar las escrituras budistas. .
La versión actual de este salón fue construida en el año 739 y reparada en el siglo IX.. El salón también contiene el famoso Yumedono, Guze o Kuze Kannon; este se muestra únicamente en algunas épocas del año.

## Tesoros
Los tesoros del templo se consideran una cápsula del tiempo del arte budista de los siglos VI y VII. Muchos de los frescos, estatuas, y otras obras de arte en el templo, así como la arquitectura de los edificios, muestran la profunda influencia cultural de Corea, China e India, y demuestran la conexión internacional entre las naciones del oriente asiático...

### Murales
El monje Tamjing (Doncho en japonés), de Goguryeo, es reconocido como el autor de los famosos murales del kondo.

### Kudara Kannon
El Kudara Kannon es una estatua de Kannon hecha de madera de alcanforero dorada, con una altura de 2.10 metros.. La estatua es sumamente delgada, creando la ilusión de una mayor altura. La palabra Kudara en japonés se refiere al reino Baekje. La estatua se considera una pieza única del arte japonés.. Algunos críticos de arte la consideran una creación coreana. Otra fuente sugiere que la estatua fue tallada en Japón pero no detalla sus orígenes..

### Yumedono (Guze) Kannon
Este Kannon es una estatua que se supone es una representación del príncipe Shotoku. Mide 1.97 metros, que en opinión de algunos es la altura que tenía el príncipe.. El kannon está hecho de madera dorada. Se ha especulado que la estatua tenía como fin apaciguar el espíritu del príncipe muerto, basándose en el hecho de que su aureola estaba unida a la estatua por un clavo que atraviesa la cabeza.. La estatua tiene una gran similitud con el retrato del príncipe..
Esta estatua conserva la mayor parte de su dorado y está en excelentes condiciones por haber sido mantenida en el Salón de los Sueños, envuelta en quinientos metros de tela y jamás fue vista a la luz del sol. La estatua se tenía como sagrada y no fue vista públicamente hasta que fue desenvuelta por orden de Ernest Fenollosa,
quien catalogó, por orden del gobierno japonés, las posesiones artísticas del estado, y posteriormente fue curador en el Museo de Boston.. Fenollosa tenía la creencia de que este kannon era coreano.. Además se ha sugerido que el kannon es una síntesis coreana de las influencias chinas del norte y el sur.. Otros historiadores de arte han opinado que esta figura está basada en el estilo Tori..

### Triada Shaka
Esta enorme estatua budista se atribuye a Tori Busshi. Es una triada, de modo que el buda central está acompañado por otras dos figuras. Tiene una instripción que indica que su data es del año 623 con un estilo que se origina en el arte Wei del Norte. Esta estatua es de estilo Tori y se caracteriza por la bidimensionalidad de la figura y las representaciones de tela, repetitivas y en forma de patrón, sobre las que se asienta la triada.

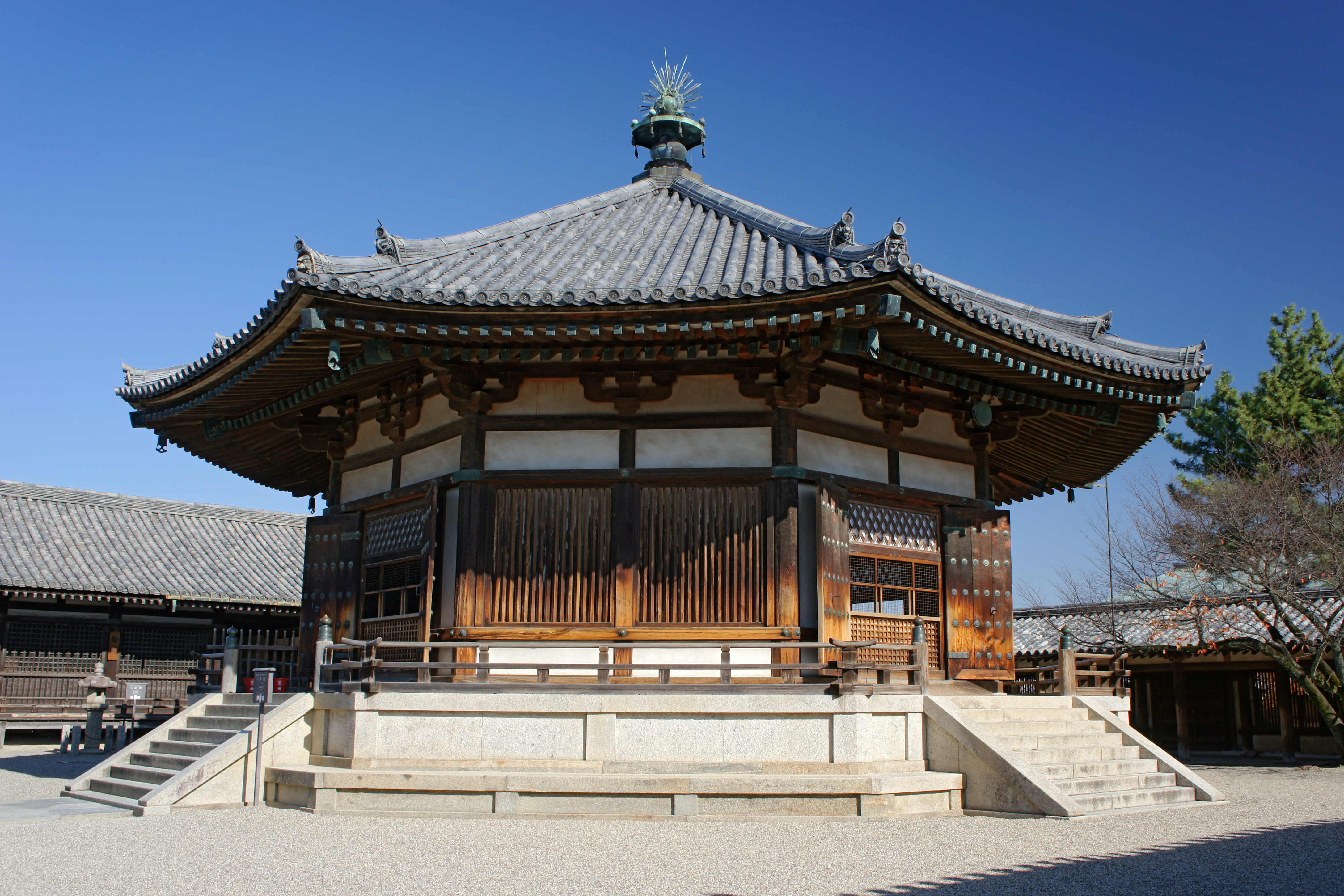
Yumedono, un salón asociado con el Príncipe Shotoku.
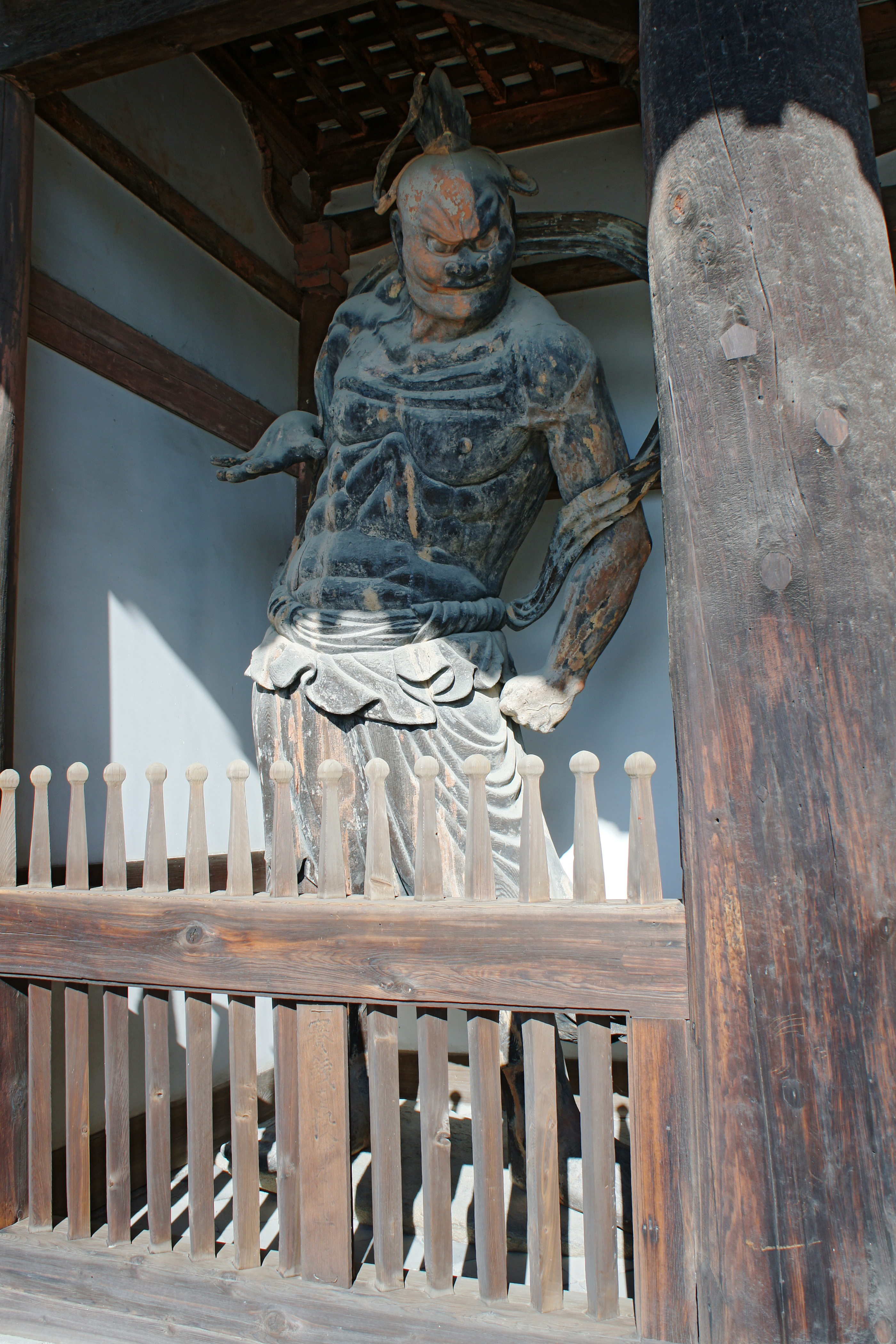
Estatua de dios guardián.
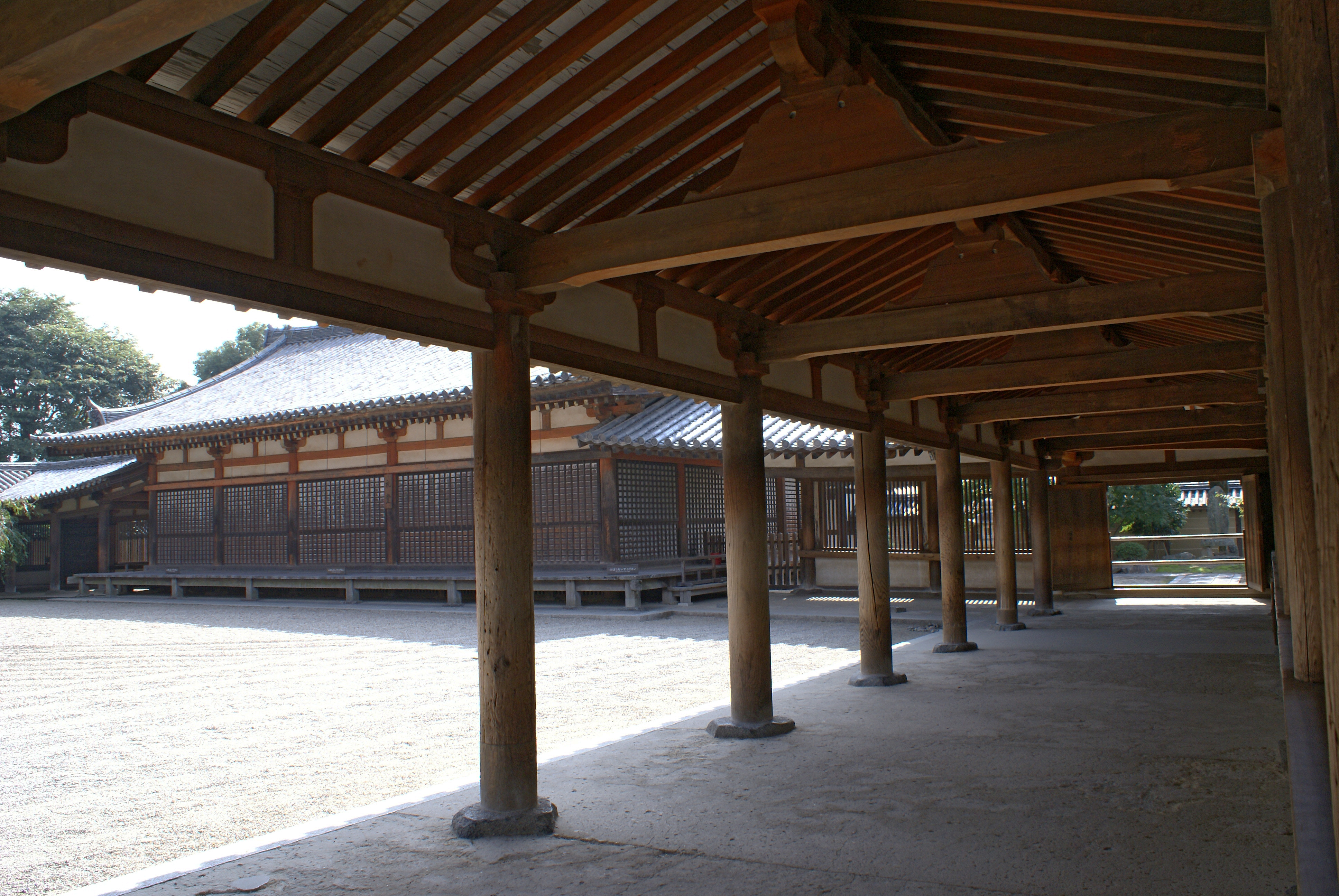
Reido.
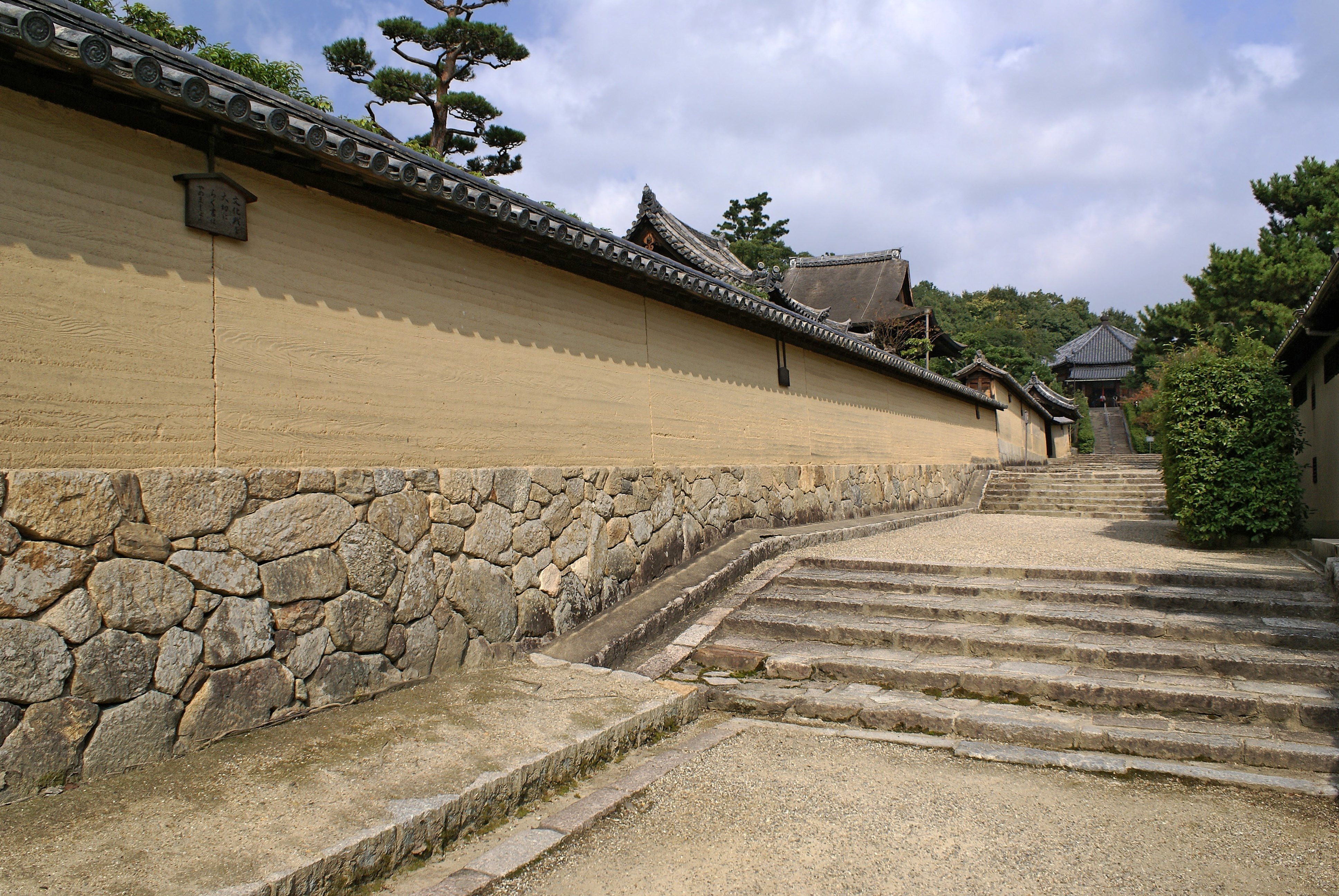
Camino al saiendo.